# Lord Clerk Register
Lord Clerk Register jest najstarszym z obecnie istniejących Wielkich Urzędników Państwowych Szkocji. Prowadził rejestry królewskie oraz z obrad parlamentu. Obecnie jest również strażnikiem królewskich insygniów.

## Lista Lordów Clerk Register
- ???? - ???? : William
- ???? - ???? : Simon de Quincy
- ???? - ???? : Nicolas Clericus (za czasów Malcolma IV)
- ???? - ???? : William de Bosch, Hugo, Galfrid, Gregory (za czasów Aleksandra II)
- 1253 - ???? : William Capellanus, Alexander de Carrick
- 1323 - ???? : Robert de Dunbar
- ???? - ???? : John Gray
- 1426 - ???? : John Schives
- 1440–1442 : Richard Craig
- 1442–1449 : George Shoriswood
- 1449–1450 : John Methven
- 1450–1455 : John Arouse
- 1455–1466 : Nicol Otterburn
- 1466–1471 : Fergus McDowall
- 1471–1473 : David Guthrie of that Ilk
- 1473–1477 : John Lang
- 1477–1482 : Alexander Inglis
- 1482–1482 : Patrick Leith
- 1482–1488 : Alexander Scot
- 1488–1489 : William Hepburn
- 1489–1492 : Richard Murehead
- 1492–1497 : John Fraser
- 1497–1500 : Walter Drummond
- 1500 - ????: Gavin Dunbar
- ???? - ???? : Stephen Lockhart
- 1531–1548 : James Foulis of Colinton
- 1548–1554 : Thomas Marjoribanks of Ratho
- 1554–1565 : James MacGill of Nether Rankeillour
- 1565–1567 : James Balfour of Pittendreich
- 1567–1577 : James MacGill of Nether Rankeillour
- 1577–1594 : Alexander Hay, lord Easter Kennet
- 1594–1612 : John Skene
- 1598–1612 : James Skeen
- 1612–1612 : Thomas Hamilton
- 1612–1616 : Alexander Hay of Whitburgh, lord Newton
- 1616–1622 : George Hay of Netherleiffe
- 1622–1632 : John Hamilton of Magdalens
- 1632–1641 : John Hay, lord Barra
- 1641–1649 : Alexander Gibson, lord Durie
- 1649–1660 : Archibald Johnston, lord Warriston
- 1660–1690 : Archibald Primrose, lord Carrington
- 1690–1696 : Thomas Burnett
- 1696–1702 : Charles Douglas, 2. hrabia Selkirk
- 1702–1708 : James Murray, lord Philiphaugh
- 1714–1716 : Archibald Campbell, 3. książę Argyll
- 1716–1716 : James Graham, 1. książę Montrose
- 1716–1733 : Alexander Hume-Campbell, 2. hrabia Marchmont
- 1733–1739 : Charles Douglas, 2. hrabia Selkirk
- 1739–1756 : William Kerr, 3. markiz Lothian
- 1756–1760 : Alexander Hume Campbell
- 1760–1768 : James Douglas, 14. hrabia Morton
- 1768–1816 : lord Frederick Campbell
- 1816–1821 : Archibald Colquhoun
- 1821–1841 : William Dundas
- 1841–1862 : James Broun-Ramsay, 1. markiz Dalhousie
- 1862–1879 : William Gibson Craig
- 1879–1890 : George Boyle, 6. hrabia Glasgow
- 1890–1926 : Douglas Graham, 5. książę Montrose
- 1926–1935 : John Montagu-Douglas-Scott, 7. książę Buccleuch
- 1935–1944 : Walter Erskine, 12. hrabia Mar
- 1944–1956 : Sidney Elphinstone, 16. baron Elphinstone
- 1956–1974 : Walter Montagu-Douglas-Scott, 8. książę Buccleuch
- 1974–2007 : David Charteris, 12. hrabia Wemyss
- 2007 - : James Mackay, baron Mackay of Clashfern